# The Oily Maniac
The Oily Maniac är en kinesisk film från 1976. 
Den handlar om plantageskötaren Shen Yuan. Han är krympling, hans morbror har tagits in för att avrättas och grannflickan avvisar hans närmanden. Shen får en magisk formel från sin morbror, som han använder sig av och förvandlas till ett oljigt monster, som utkräver hämnd för hans dåliga liv.